# 李开敏
李开敏（1939年7月9日—2025年5月14日），女，江苏扬州人，中国扬剧表演艺术家，扬州市扬剧研究所一级演员。国家级非物质文化遗产（扬剧）项目代表性传承人。

## 生平
1939年7月9日出生于江苏省扬州市。早年就读于扬州富小和杨州琼花观夜校。1953年8月考进扬州市邗江县柳村扬剧团学习扬剧表演。1956年进入江苏省戏剧学校演员培训班进修，同年拜扬剧表演艺术家高秀英为师。1959年随剧团到扬州专区扬剧团（扬州市扬剧团、扬州市扬剧研究所前身）任主要演员，至1992年退休，享受国务院政府特殊津贴。
她工青衣，闺门旦。主要饰演了《玉簪记》中的陈妙常，《夺印》中的胡素芳，《白蛇传》中的白素贞，《婆媳泪》中的赵锦棠，《血冤》中的韩素娘，《蝶恋花》中的杨开慧等艺术形象。1984年获江苏省第三届戏剧百花优秀表演奖，1988年获江苏省首届扬剧艺术节和新剧观摩演出优秀表演奖。1992年获得第2届中国金唱片奖。
2025年5月14日上午5时22分在扬州逝世。